# All Falls Down
«All Falls Down» — пісня американського репера Каньє Веста, випущена 24 лютого 2004 року як третій сингл з його дебютного альбому The College Dropout. Пісня, написана і спродюсована Каньє Вестом, містить вокал співачки Сайліни Джонсон. Вона також містить інтерполяцію «Mystery of Iniquity» Лорін Гілл з її концертного альбому MTV Unplugged No. 2.0, тому Лорін Хілл зазначена як співавтор пісні.
Сингл увійшов до чарту UK Singles Chart під номером десять і досяг сьомого місця в Billboard Hot 100 11 травня 2004 року. Це перший сольний Топ-10 хіт Веста у США. Ця пісня була номінована на 47-у церемонію вручення премії «Греммі» як «Найкраща співпраця в стилі реп/спів», «Вибір глядачів» на «BET Awards» у 2004 році та отримала загалом чотири номінації на «MTV Video Music Awards» у 2004 році . Оригінальна версія синглу з вокалом Лорін Хілл, семплом із «Mystery of Iniquity» у приспіві пісні, була показана в документальному фільмі Netflix Jeen-Yuhs.

## Музичне відео
Музичне відео на пісню було знято Крісом Мілком у міжнародному аеропорту Онтаріо в Онтаріо, Каліфорнія.  Він розповідає про те, як Вест супроводжує свою дівчину, яку грає Стейсі Деш, до аеропорту, щоб встигнути на її рейс. Відео знято в перспективі від першої особи, показуючи шлях від їхньої машини до терміналу аеропорту очима Веста. У музичному відео також є камео GLC, Consequence, Common, Kel Mitchell і Сайліни Джонсон, яка бере участь у кліпі, як жінка, яка перевіряє пару на стійці реєстрації в аеропорту. Complex назвав його 18-м найкращим музичним відео 2000-х років.
Вест у «All Falls Down» вирішує вразливо поділитися власною недосконалістю. Це проявляється через його розкриття хронічних проблем із особистою незахищеністю, які він визнає проблемою, що стосується більшої частини населення суспільства, а не лише його самого. У рамках концепції незахищеності Вест приймає рішення спеціально зупинитися на безперервному, розділюючому матерії надмірного матеріалізму або прагнення до нього, намагаючись мати відношення до заможної зовнішності. Зосереджуючись на цій темі, він визнає, що, незважаючи на те, що є суб’єктом цієї справи, він свідомо розуміє мислення, яке суперечить такому способу життя, що стосується короткочасного споживацького щастя. Проте він все ще виявляє, що є учасником цього способу життя.

## Список пісень
12" вініл #1
Сторона A
1. "All Falls Down" (Clean)
2. "All Falls Down" (Dirty)
3. "All Falls Down" (A cappella)

Сторона B
1. "Get 'Em High" (Clean)
2. "Get 'Em High" (Extended Dirty)
3. "Get 'Em High" (A cappella)

12" вініл #2
Сторона A
1. "All Falls Down" (Explicit)
2. "All Falls Down" (Edited)

Сторона B
1. "Heavy Hitters" (Dirty)
2. "Heavy Hitters" (A cappella)

### CD-сингл #1
1. "All Falls Down" (Album Version Explicit)
2. "Heavy Hitters" (Dirty)

### CD-сингл #2
1. "All Falls Down"
2. "Get 'Em High"
3. "Heavy Hitters"
4. "Through the Wire"

### CD-сингл #3
1. "All Falls Down - Explicit"
2. "All Falls Down" - Edited"
3. "Heavy Hitters (Feat. GLC)"
4. "Get 'Em High (за участю Talib Kweli & Common)"
5. "All Falls Down - Video"

## Чарти
| Chart (2004)                              | Peak position |
| ----------------------------------------- | ------------- |
| Бельгія (Ultratip Flanders)               | 7             |
| Бельгія (Ultratip Wallonia)               | 18            |
| Canada (Canadian Singles Chart)           | 9             |
| Europe (European Hot 100 Singles)         | 71            |
| Німеччина (Media Control AG)              | 72            |
| Ireland (IRMA)                            | 23            |
| Netherlands (Dutch Top 40 Tipparade)      | 10            |
| Нідерланди (Mega Single Top 100)          | 85            |
| Нова Зеландія (RIANZ)                     | 19            |
| Шотландія (Official Charts Company)       | 21            |
| Велика Британія (Official Charts Company) | 10            |
| Велика Британія (UK R&B Chart)            | 4             |
| США (Billboard Hot 100)                   | 7             |
| США (Hot R&B/Hip-Hop Songs) (Billboard)   | 4             |
| US Hot Rap Tracks (Billboard)             | 2             |
| US Pop Songs (Billboard)                  | 22            |